# كيفن ديك
كيفن ديك (بالإنجليزية: Kevin Dick)‏ هو لاعب دوري الرغبي بريطاني، ولد في 1957 في ليدز في المملكة المتحدة.